# Список умерших в 1053 году
В этой статье представлен список известных людей, умерших в 1053 году.
См. также: Категория:Умершие в 1053 году

## Январь
- 28 января — Ефрем Новоторжский — основатель Борисоглебского монастыря, святой православной церкви[1].

## Март

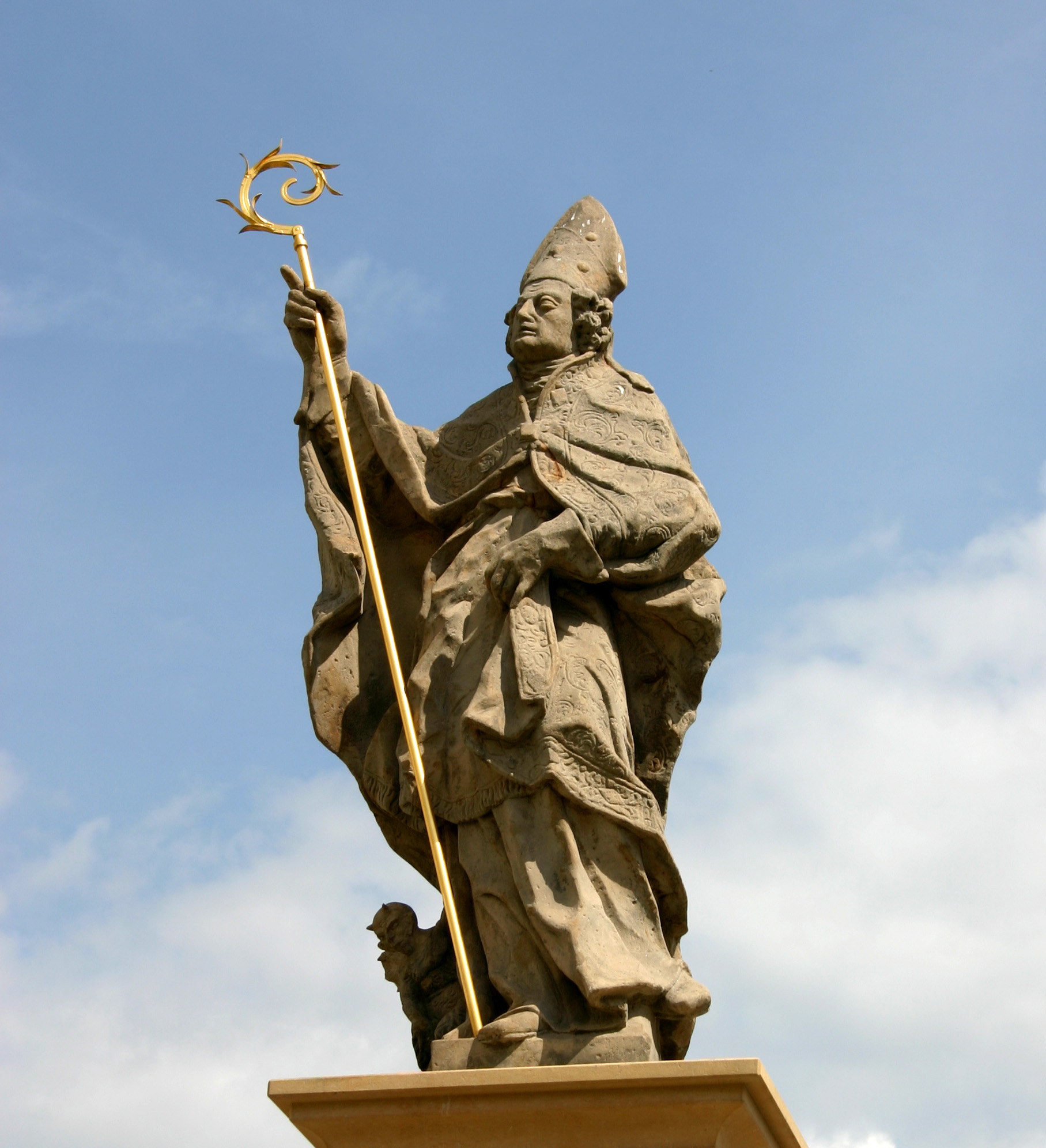
Прокопий Сазавский

- 25 марта — Прокопий Сазавский — чешский пустынник, один из святых покровителей Чехии.

## Апрель
- 15 апреля — Годвин Уэссекский — крупный государственный деятель и наиболее могущественный магнат второй трети XI века в Англии, первый эрл Уэссекса с 1019 года, эрл Кента с 1020 года.

## Октябрь
- 25 октября — Ангерран II де Понтье — граф де Понтье, Сеньор д’Омаль (1052—1053), погиб в бою

## Ноябрь
- 7 ноября — Лазарь Галисийский — христианский аскет, столпник, святой православной церкви

## Дата неизвестна или требует уточнения
- Абу Амр ад-Дани — андалузский исламский богослов из маликитской правовой школы.
- Абу-л-Фатх ан-Насир ад-Дайлами[англ.] — имам Йемена с 1038 года.
- Адальберт II[нем.] — последний граф Винтертура (1010—1053).
- Амори I — сеньор де Монфор (?—1053)
- Вернер II[нем.] — граф Хессенгау (1040—1053)
- Вульфсиге[англ.] — епископ Личфилда (1039—1053)
- Герхард I Фламенс — граф Вассерберга, родоначальник Гельдернского графского дома.
- Лю Юн — китайский поэт
- Рис ап Ридерх[англ.] — брат и соратник короля Гвента, Морганнуга и Дехейбарта Грифида ап Ридерха. Убит.
- Тогрул — тюркский военачальник-раб и султан-узурпатор Газневидского султаната (1052—1053).
- Торкель, сын Тьёрви[исп.] — исландский законоговоритель (1034—1053)
- Хартвиг[нем.] — епископ Бамберга (1047—1053)